# 新板橋出口
新板橋出口（しんいたばしでぐち）は、東京都板橋区板橋にある首都高速中央環状線のインターチェンジである。板橋JCT方面からの出口のみ設置されている。

## 連絡している道路
- 国道17号（中山道・白山通り）
  - 間接接続 国道122号・東京都道305号芝新宿王子線（明治通り）

## 周辺
- 東武東上線下板橋駅
- 都営地下鉄三田線新板橋駅
- JR埼京線板橋駅
- 板橋警察署

## 隣
首都高速中央環状線
(C28)高松入口 - 熊野町JCT - 板橋JCT - (C29)新板橋出口 - (C31)滝野川入口

## 名称について
名称は、都営地下鉄三田線新板橋駅に由来すると思われる。故に、新板橋駅と同じく国道17号で石神井川にかかっている新板橋とはかなり離れた位置にある。